# Lupe Pintor
José Guadalupe Pintor Guzmán (* 13. April 1955 in Cuajimalpa de Morelos, Mexiko) ist ein ehemaliger mexikanischer Profiboxer. Er gewann im Juni 1979 den WBC-Weltmeistertitel im Bantamgewicht und konnte diesen achtmal verteidigen, ehe er in das Superbantamgewicht aufstieg und dort im August 1985 ebenfalls den WBC-Weltmeistertitel erkämpfte.
2016 fand er Aufnahme in die International Boxing Hall of Fame.

## Boxkarriere
Lupe Pintor bestritt sein Profidebüt am 26. März 1974, sein Manager war Arturo „Cuyo“ Hernández, der 2013 ebenfalls in die International Boxing Hall of Fame aufgenommen wurde.
Er besiegte am 3. Juni 1979 Carlos Zárate (Kampfbilanz: 54-1, 53 KO) in Las Vegas überraschend durch eine Split Decision nach Punkten (143:142, 143:142, 133:145) und gewann damit den WBC-Weltmeistertitel im Bantamgewicht.
Pintor konnte den Titel achtmal verteidigen, darunter im September 1980 durch KO gegen Johnny Owen, welcher zwei Monate später an den Folgen des Kampfes verstarb. Eine weitere Titelverteidigung gewann er im Dezember 1980 gegen Alberto Dávila, gegen den er 1976 verloren hatte. Nachdem er den Titel im Juni 1982 noch gegen Lee Seung-hoon verteidigt hatte, legte er den Gürtel nieder um in das Superbantamgewicht aufzusteigen.
Dort verlor er am 3. Dezember 1982 beim Kampf um den WBC-Titel durch TKO in Runde 14 gegen den Hall of Famer Wilfredo Gómez. Das Duell wurde 2020 vom Ring Magazine zum Großartigsten Titelkampf im Superbantamgewicht erklärt. Die dritte Runde gewann zudem die Wahl zur Ring Magazine Runde des Jahres.
Den Titel gewann er dann aber am 18. August 1985 durch einen einstimmigen Punktsieg gegen Juan Meza (43-5) und hatte seinen Gegner dabei dreimal am Boden. Sein Titelgewinn wurde zum Ring Magazine Comeback des Jahres gewählt. Er verlor den Titel in der ersten Verteidigung am 18. Januar 1986 durch eine KO-Niederlage an Samart Payakaroon.
Nach dieser Niederlage stieg er erst 1994 wieder in den Ring und bestritt bis Juli 1995 noch sieben Kämpfe, von denen er fünf verlor.